# Карло Мандзони
Карло Мандзони (Carlo «Carletto» Manzoni, 16 апреля 1909, Милан — 16 мая 1975, Милан) — известный итальянский писатель, художник, режиссёр.

## Биография
В молодости Мандзони получил медицинское образование. Одновременно с изучением медицины он посещал вечерние курсы по основам архитектуры. Затем в различных университетах[каких?] он дополнительно изучал живопись. Особенно его увлекали идеи футуризма. Футуризм (от лат. futurum — будущее) — общее название художественных авангардистских движений 1910 — начала 1920-х годов в Италии. Мандзони принимает активное участие в движении футуристов.
Уже утвердившись как художник, в 1936 году Мандзони взялся за перо и начал писать. Сначала это были сатирические и юмористические очерки в газетах и журналах.
Мандзони становится является соучредителем сатирического журнала «Бертольдо», а затем и его редактором.
В 1951 году в Италии как режиссёр Мандзони снял кинокомедия «Ha fatto tredici».
В 1960-х он стал известен за пределами своей страны благодаря своим триллерам и серии юмористических детективных романов, в котором он пародирует литературный жанр, разрушая принятые стереотипы, добавляя остроумные элементы.